# Tajgatäckvävare
Tajgatäckvävare (Macrargus boreus) är en spindelart som beskrevs av Holm 1968. Tajgatäckvävare ingår i släktet Macrargus och familjen täckvävarspindlar. Arten är reproducerande i Sverige. Inga underarter finns listade i Catalogue of Life.